# PDS 70b
PDS 70b es un exoplaneta gigante gaseoso que orbita a la estrella PDS 70, en la constelación del Centauro. Se encuentra a 370 años luz de la Tierra y tiene una masa 3 veces la de Júpiter, tarda unos 119 años en completar una órbita y se encuentra a 20 UA de su estrella.

## Descubrimiento
Su descubrimiento se anunció en la presentación de resultados de un estudio en el cual se fotografió el disco protoplanetario de PDS 70, en el cual se observa al exoplaneta, gracias a la observación del Generador de Imágenes de Planetas SPHERE del VLT.

## Características
Al momento de su descubrimiento, se estimó una masa de unas pocas veces mayor a Júpiter, y su espectro de emisión es gris y sin características, además, no se detectaron especies moleculares para 2021.
Su órbita tiene un radio de 20 UA y tarda en completar una cada 119,2 años.

## Sistema planetario
Junto a PDS 70b, también se encontró otro exoplaneta. En 2019, utilizando el Espectrógrafo de Campo Integral MUSE del VLT se descubrió a PDS 70c, un gigante gaseoso con una masa un poco menor a PDS 70b, que tarda casi 228 años en completar una órbita y se ubica a 34 UA de su estrella.

## Posible cuerpo coorbital
En julio de 2023, se anunció la probable detección de una nube de escombros coorbital con el planeta. Se cree que estos desechos tienen una masa de 0,03 a 2 veces la de la Luna y podría ser evidencia de un planeta troyano o uno en proceso de formación.